# Willemien Aardenburg
Willemien Aardenburg (Laren, 30 augustus 1966) is een Nederlands voormalig hockeyspeelster. In totaal speelde ze vijf interlands en scoorde hierbij nul keer. Ze nam eenmaal deel aan de Olympische Spelen en won daarbij een bronzen medaille.
Aardenburg speelde voor de Amsterdamsche Hockey & Bandy Club en speelde driemaal voor het Nederlands team. Ze maakte deel uit van de selectie voor de Olympische Zomerspelen in 1988 waar een bronzen medaille behaald werd.
Willemien Aardenburg · 
Carina Benninga · 
Det de Beus · 
Marjolein Bolhuis-Eijsvogel · 
Yvonne Buter · 
Marieke van Doorn · 
Annemieke Fokke · 
Noor Holsboer · 
Lisanne Lejeune · 
Helen Lejeune-van der Ben · 
Aletta van Manen · 
Anneloes Nieuwenhuizen · 
Martine Ohr · 
Sophie von Weiler · 
Laurien Willemse · 
Ingrid Wolff ·
Coach: Gijs van Heumen